# Scopula punctata
Scopula punctata là một loài bướm đêm trong họ Geometridae.